# Pago por instalación
El Pago por instalación (PPI, del inglés Pay-Per-Install) es el término utilizado para definir la práctica de conseguir instalar una aplicación en el ordenador de un tercero a cambio de una comisión.

## Malware
En el mundo del malware es frecuente usar el pago por instalación como método de pago para el negocio ilegal de los hackers en el cual rentan los equipos que tienen infectados como zombis para distribuir todo tipo de malware, spam o crear ataque DDoS para otros ciberdelincuentes.
Generalmente los hackers la cantidad de dinero depende del país donde se llevará al cabo el ciberataque. Por ejemplo, para en 2011 para Estados Unidos, se cobran $150 dólares por cada 1,000 computadoras, seguido por Canadá y Gran Bretaña cuyo costo es de $110 dólares. Mientras que para países como México, otros de América Latina y Asia, el precio es de únicamente $13 dólares por cada 1,000 equipos.

## Software potencialmente no deseado
En el mundo del software potencialmente no deseado se usa el pago por instalación para pagar a compañías para que empaqueten software potencialmente no deseado dentro de aplicaciones populares a cambio de una comisión. Esto es muy habitual en los llamados portales de descarga. La instalación descuidada de cualquiera de las aplicaciones principales que ofrecen, puede dejar un sistema lleno de barras de herramientas de búsqueda, pruebas de antivirus y limpiadores de registro.
Es frecuente que entre el distribuidor de software popular y el propietario del software potencialmente no deseado, haya un intermediario llamado Red de afiliación PPI que gestiona todas las relaciones comerciales, proporciona descargadores personalizados y gestiona todos los pagos. Ejemplos de estas redes son: AirInstaller, Amonetize, InstallCore, InstallMonetizer, InstallMonster, Installaxy, Installerex, Media-Kings, NetCashRevenue, OpenCandy, Outbrowse, PerInstallBucks, PerInstallCash, Purebits, RevenYou, Solimba y Somoto.